# جاي جاي فرينش
جاي جاي فرينش (بالإنجليزية: Jay Jay French)‏ هو عازف قيثارة أمريكي، ولد في 20 يوليو 1952 في نيويورك في الولايات المتحدة.

## وصلات خارجية
- الموقع الرسمي
- جاي جاي فرينش على موقع IMDb (الإنجليزية)
- جاي جاي فرينش على موقع ميوزك برينز (الإنجليزية)
- جاي جاي فرينش على موقع أول ميوزيك (الإنجليزية)
- جاي جاي فرينش على موقع ديسكوغز (الإنجليزية)
- جاي جاي فرينش على موقع قاعدة بيانات الفيلم (الإنجليزية)
- جاي جاي فرينش على موقع كينوبويسك (الروسية)